# Chartres
Chartres (wymowaⓘ) – miejscowość i gmina we Francji, w Regionie Centralnym-Dolinie Loary, w departamencie Eure-et-Loir.
Według danych na rok 1990 gminę zamieszkiwało 39 595 osób, a gęstość zaludnienia wynosiła 2350 osób/km² (wśród 1842 gmin Regionu Centralnego Chartres plasuje się na 6. miejscu pod względem liczby ludności, natomiast pod względem powierzchni na miejscu 798.).

## Zabytki i atrakcje turystyczne
- gotycka katedra, konsekrowana w 1260 roku;
- Muzeum Sztuk Pięknych z kolekcją dzieł m.in. Zurbarána, Maurice'a de Vlamincka, Chaima Soutine'a;
- Muzeum Witraży, umieszczone w dawnym magazynie na dziesięcinę kapituły klasztoru;
- zabytkowa zabudowa Starego Miasta.

## Miasta partnerskie
- Rawenna, Włochy
- Spira, Niemcy
- Chichester, Wielka Brytania
- Betlejem, Palestyna
- Évora, Portugalia
- Cuzco, Peru